# 吴偕林
吴偕林（1968年10月—），男，汉族，江苏泰州人，中华人民共和国政治人物，中国共产党党员，第十三届全国人民代表大会福建省代表。现任中共福建省委常委，省委秘书长、省直机关工委书记

## 生平
1986年入读中国政法大学本科，1990年毕业后留校攻读研究生。1993年3月参加工作，长期在上海市高级人民法院行政审判庭工作。2013年至2014年，任上海市高级人民法院副院长。2014年12月至2016年4月，任上海市第三中级人民法院首任院长。2016年4月至2017年9月，任上海市人民政府法制办公室主任。2017年9月至2018年1月，任上海市人民政府副秘书长。
2018年1月31日，当选福建省高级人民法院院长。同年被选为福建省出席第十三届全国人民代表大会代表。2021年11月任福建省委常委，12月任省委秘书长。